# Station Osina
Station Osina is een spoorwegstation in de Poolse plaats Osina.